# Adrienne Lyle
Adrienne Lyle (Coupeville, 2 de janeiro de 1985) é uma ginete de elite estadunidense, medalhista olímpica.

## Carreira
Lyle conquistou a medalha de prata nos Jogos Olímpicos de Verão de 2020 em Tóquio, na prova de adestramento por equipes, ao lado de seu cavalo Salvino, e de seus companheiros Steffen Peters e Sabine Schut-Kery. Ela também competiu nos Jogos Equestres Mundiais da FEI 2014 na Normandia.